# 이지부스트
아디다스 이지부스트는 미국의 가수 칸예 웨스트와 독일 의류 회사 아디다스가 콜라보한 의류 시리즈이다. 2015년 2월 23일, 그들의 첫 콜라보 신발인 아디다스 이지부스트 750 "라이트 브라운"이 발매되었다. 그 뒤, 이지부스트 350 "터틀 도브"가 두번째 콜라보 신발로 발매되었다. 이지부스트 시리즈로는 이지부스트 350, 이지부스트 350 v2, 이지 500, 이지부스트 700, 이지부스트 700 v2,이지 700 v3, 이지부스트 750, 이지 900, 이지 퀀텀 등이 있다.

## 기타 링크
- 아디다스 코리아 공식 홈페이지 보관됨 2018-11-05 - 웨이백 머신
- 이지서플라이 보관됨 2018-11-06 - 웨이백 머신